# Uta Ibrahimi
Flutura Ibrahimi mai cunoscută sub numele de Uta Ibrahimi (n. 27 noiembrie 1983, Gnjilane, RS Serbia, RSF Iugoslavia) este o alpinistă albaneză din Republica Kosovo.
Este prima femeie albaneză care a urcat pe Muntele Everest, cel mai înalt vârf din lume (8848 m), la 22 mai 2017.
După Muntele Everest, a urcat pe Manasulu (8.163 m), Cho Oyu (8201 m), Lhotse (8516 m) și Gasherburum (8080m), devenind astfel oficial prima femeie din Balcani care s-a urcat pe 5 vârfuri de 8000 de metri.
După acest succes, Uta Ibrahimi a fost intervievată și prezentată de numeroase companii de mass-media locale și internaționale.
Prin activitățile sale de alpinism și prin aparițiile sale în presă, Uta încearcă să conștientizeze natura, munții și drepturile omului, în special în Kosovo și Albania. 
Uta este, de asemenea, un campion al obiectivelor de dezvoltare durabilă, promovând egalitatea de gen, împuternicirea tinerilor și conservarea mediului.

## Biografie
Uta Ibrahimi s-a născut în orașul Gjilan, Republica Kosovo. A absolvit Facultatea de Economie, la Universitatea din Priștina, unde a studiat Marketingul.
Și-a început cariera ca asistent de marketing la Universitatea Iliria, apoi și-a continuat activitatea ca expert în marketing la diverse companii din sectorul privat. Uta a lucrat ca director al agenției de marketing Ogilvy Karrota. Pe lângă munca sa în marketing, unde a dezvoltat campanii de marketing pentru clienți importanți, a lucrat și la proiecte sociale bazate pe drepturile omului. Uta a lucrat, de asemenea, ca manager de marketing, membru al juriului și organizator de evenimente pentru DokuFest, un festival de film documentar. În 2015 a abandonat cariera în marketing, pentru a se dedica pasiunii sale pentru alpinism.
În 2016, ea a fondat Butterfly Outdoor Adventures Company, cu scopul de a promova cultura și turismul în Kosovo. Compania  a făcut parte din proiectul „Via Dinarica”, un proiect fondat de USAID care a stabilizat o mega-potecă de alergare din Kosovo către Slovenia și viceversa. Compania este o platformă care promovează și dezvoltă turismul responsabil în Balcanii de Vest.

## Carieră în alpinism
1. Musala 2.925m (Bulgaria),[22] [23]
2. Muntele Olimp 2.918m (Grecia),
3. Ercyes 3.916m (Turcia), expediție de iarnă,
4. Muntele Hasan 3.200m (Turcia), expediție de iarnă,
5. Emler 3.500m (Turcia), expediție de iarnă,
6. Mont Blanc 4.880m (Franța), expediție de iarnă, [24]
7. Muntele Rainier 4.392m (SUA),
8. Vârful Yalung 5.700m - expediție de iarnă,
9. Vârful Nurbu 5.800m, Traseu nou - expediție de iarnă,
10. Varful Ramdung 5.925m- expeditie de iarna,
11. Labuche East 6.119 (urcat de 3 ori),
12. Island (Nepal) 6.189m,
13. Ama Dablam 6.812m [25]
14. Triglav 2.553m, expediție de iarnă. [26]
15. Vârful Mönch 4.107m/ expediție de iarnă [27]

În această perioadă de timp, s-a născut ideea urcării a paisprezece vârfuri cele mai înalte din lume.

### Expediția opt mii
Expediția „ Utalaya Arhivat în 6 mai 2021, la Wayback Machine. -14 cele mai înalte vârfuri din lume”   a început la sosirea ei din Everest, în 2017.
Ea a urcat pe:
1. Everest (8.848m),[31]
2. Manasulu (8.163 m),[32]
3. Cho-Oyu (8.201m),[33]
4. Lhotse (8.516m),[34]
5. Gasherburum (8.080m).[35]

făcând-o astfel oficial prima femeie din Balcani care s-a urcat pe 5 vârfuri de 8000 de metri.
De asemenea, a făcut parte din „Echipa National Geographic”  Lhotse South Face în 2019 - ajungând la 7.800m.

## Munți urcați
| Munți pe care Uta a urcat | Munți pe care Uta a urcat | Munți pe care Uta a urcat | Munți pe care Uta a urcat  | Munți pe care Uta a urcat | Munți pe care Uta a urcat |
| An                        | Munte                     | Țară                      | Continent                  | Altitudine m              |                           |
| ------------------------- | ------------------------- | ------------------------- | -------------------------- | ------------------------- | ------------------------- |
| 2014                      | Musala                    | Bulgaria                  | Europa                     | 2.925                     |                           |
| 2014                      | Muntele Olimp             | Grecia                    | Europa                     | 2.918                     |                           |
| 2016                      | Ercyes                    | Curcan                    | Europa                     | 3.916                     |                           |
| 2016                      | Muntele Hasan             | Curcan                    | Europa                     | 3.200                     |                           |
| 2016                      | Aldaglar                  | Curcan                    | Europa                     | 3.599                     |                           |
| 2016                      | Emler                     | Curcan                    | Europa                     | 3.500                     |                           |
| 2015                      | Mont Blanc                | Franța                    | Europa                     | 4.880                     |                           |
| 2018                      | Muntele Rainier           | Seattle                   | Statele Unite ale Americii | 4392                      |                           |
| 2016                      | Vârful Yalung             | Nepal                     | Asia                       | 5.700                     |                           |
| 2016                      | Vârful Nurbu              | Nepal                     | Asia                       | 5.800                     |                           |
| 2016                      | Vârful Ramdung            | Nepal                     | Asia                       | 5.925                     |                           |
| 2017                      | Labuche East              | Nepal                     | Asia                       | 6.119                     |                           |
| 2018                      | Island                    | Nepal                     | Asia                       | 6.189                     |                           |
| 2018                      | Ama Dablam                | Nepal                     | Asia                       | 6812                      |                           |
| Martie 2016               | Triglav                   | Slovenia                  | Europa                     | 2.553                     |                           |
| 2017                      | Vârful Mönch              | Elveția                   | Europa                     | 4.107                     |                           |
| 22 mai 2017               | Muntele Everest           | Nepal                     | Asia                       | 8.848                     |                           |
| 26 septembrie 2017        | Manaslu                   | Nepal                     | Asia                       | 8.163                     |                           |
| 28 septembrie 2018        | Cho-Oyu                   | Nepal                     | Asia                       | 8.201                     |                           |
| 25 mai 2018               | Lhotse                    | Nepal                     | Asia                       | 8,516                     |                           |
| 14 iulie 2019             | Gasherburum 1             | Nepal                     | Asia                       | 8080                      |                           |

## Recunoaștere populară
Campion al obiectivelor de dezvoltare durabilă (ODD) Arhivat în 22 octombrie 2020, la Wayback Machine.
În 2018, Uta a fost anunțat în mod oficial campion SDG Arhivat în 26 decembrie 2019, la Wayback Machine.  implicată în echipa Kosovo a Organizației Națiunilor Unite, promovând egalitatea de mediu și de gen și împuternicirea tinerilor. Ea a fost implicată în implementarea și dezvoltarea de proiecte care promovează SDG3 - egalitatea de gen și SDG5 - acțiunea climatică. 
În plus, ea este primul și singurul sportiv din Kosovo care organizează excursii de drumeții și aventuri în aer liber pentru copii cu autism. Ca influencer (inovator al marketingului), a făcut parte din campanii publice și de discuții, cum ar fi TedEx Albania; Bar Camp Priștina;  a fost membru al juriului pentru documentare verzi la DokuFest Kosovo sau din  World Clean Up Day Campaign Face of the Campaign.   